# Börje Johansson (ekonom)
Anders Börje Johansson, född 2 juli 1945, död 18 juni 2020 i Sotenäs (folkbokförd i Enskede distrikt, Stockholms län), var en svensk professor i nationalekonomi vid Jönköping International Business School (JIBS) samt Kungliga Tekniska högskolan (KTH).

## Utbildning
Johansson tog sin doktorsexamen i nationalekonomi på Göteborgs universitet 1978 med sin avhandling om sekventiell spelteori.

## Karriär
Samma år som Johansson disputerade blev han tillförordnad professor vid Umeå universitet. Där blev han också föreståndare för Centrum för regionalvetenskap (Cerum). Något år senare blev han forskningsledare vid det Internationella institutet för tillämpad systemanalys i Wien och därefter gästprofessor i infrastrukturens ekonomi vid KTH. Han kom till Jönköping University 1994 där han byggde upp utbildningen i nationalekonomi och utvecklade en internationellt framstående forskningsmiljö tillsammans med Charlie Karlsson och Åke E. Andersson.
Johansson var också gästprofessor i Trondheim, vid Högskolan Väst och Karlstads universitet liksom chef för KTH:s Centre of Excellence for Science and Innovation Studies (CESIS). Parallellt var han ordförande för den europeiska regionalvetenskapliga organisationen ERSA och under 20 år redaktör för Annals of Regional Science.

## Utmärkelser
2013 tilldelades Börje Johansson det prestigefyllda EIB-ERSA-priset.